# Move Your Feet
Move Your Feet è un brano musicale dei danesi Junior Senior, registrato nel 2002 e pubblicato come singolo di debutto nel 2003.
Il brano è stato il più grande successo del gruppo, raggiungendo la posizione n. 3 nel Regno Unito e la n. 20 in Australia dei singoli più venduti ed è stato suonato nelle discoteche di tutto il mondo. Il brano è contenuto nell'album D-D-Don't Don't Stop the Beat assieme ad una versione registrata dal vivo.

## Utilizzi del brano
La canzone è stata usata nella pubblicità promozionale della versione australiana della competizione televisiva So You Think You Can Dance e nella pubblicità televisiva del Chromebook. È stata inoltre inserita nei film Looney Tunes: Back in Action, How to Eat Fried Worms, White Chicks e Non mi scaricare. Il brano è stato inoltre inserito nella serie televisive One Tree Hill e nei videogiochi Dance Dance Revolution Extreme, Just Dance 2 e SingStar.

## Classifiche
| Paese       | Posizione |
| ----------- | --------- |
| Australia   | 20        |
| Danimarca   | 4         |
| Francia     | 11        |
| Germania    | 43        |
| Italia      | 45        |
| Paesi Bassi | 18        |
| Svezia      | 22        |
| Svizzera    | 10        |

## Tracce
CD Singolo (Danimarca) Crunchy Frog Records – FROG 029-2
1. Junior Senior – Move Your Feet (Radio Edit) (Jesper Mortensen)
2. Junior Senior – Coconuts (Movie Edit) (Jesper Mortensen)
3. Junior Senior – Move Your Feet (Djosos Krost Remix) (Jesper Mortensen)
4. Junior Senior – Move Your Feet (Extended Play) (Jesper Mortensen)

Vinile 33 RPM Remixes (Stati Uniti) Atlantic Records – 88175-0
1. Junior Senior – Move Your Feet (Rascal Madness Mix) – 4:51 (Jesper Mortensen)
2. Junior Senior – Move Your Feet (Rascal Beats) – 2:46 (Jesper Mortensen)
3. Junior Senior – Move Your Feet (Rascal Edit) – 2:46 (Jesper Mortensen)
4. Junior Senior – Move Your Feet (Rascal Extended Club Mix) – 4:51 (Jesper Mortensen)
5. Junior Senior – Move Your Feet (Rascal Bonus Mix) – 2:48 (Jesper Mortensen)
6. Junior Senior – Move Your Feet (Original Radio Edit) – 2:59 (Jesper Mortensen)

Musicassetta (Regno Unito) Mercury Records - 019 819-4
1. Junior Senior – Move Your Feet – 2:59 (Jesper Mortensen)
2. Junior Senior – Chicks And Dicks – 2:32 (Jesper Mortensen)
3. Junior Senior – Move Your Feet (Kurtis Mantronik Club Mix) – 6:02 (Jesper Mortensen)

CD Singolo (Italia) UMM – UMM2019
1. Junior Senior – Move Your Feet (Filur Move The Club Mix) – 6:08 (Jesper Mortensen)
2. Junior Senior – Move Your Feet (Extended Play) – 4:15 (Jesper Mortensen)
3. Junior Senior – Move Your Feet (Filur Dark String Dub) – 6:45 (Jesper Mortensen)
4. Junior Senior – Move Your Feet (Krafty Kuts Remix) – 6:15 (Jesper Mortensen)

Vinile 12" (Francia) Disc'Az – AM 43273
1. Junior Senior – Move Your Feet (Extended Play) – 4:16 (Jesper Mortensen)
2. Junior Senior – Move Your Feet (Kurtis Mantronik Club Mix) – 6:05 (Jesper Mortensen)
3. Junior Senior – Move Your Feet (Filur Move The Club Mix) – 6:20 (Jesper Mortensen)
4. Junior Senior – Move Your Feet (Filur Dark String Dub) – 6:51 (Jesper Mortensen)